# Quatre Mélodies, op. 39 de Fauré
Les Quatre Mélodies, op. 39, sont un cycle de mélodies françaises du compositeur Gabriel Fauré, écrit en 1884.

## Contexte et création

### Aurore
La première mélodie, composée en 1884 sur un poème d'Armand Silvestre, est dédiée à « Madame Henriette Roger-Jourdain ». L'œuvre est publiée par Hamelle en 1885. La première a eu lieu à la Société nationale de musique le 13 décembre 1884 par Marguerite Mauvernay.

### Fleur jetée
Cette deuxième mélodie, composée en 1884 sur un poème d'Armand Silvestre, est dédiée à « Madame Jules Gouin ». Elle est publiée par Hamelle en 1885. La première a eu lieu à la Société nationale de musique le 13 décembre 1884 par Marguerite Mauvernay.

### Les roses d'Ispahan
La quatrième et dernière mélodie est composée en 1884 sur un poème de Leconte de Lisle. Elle est dédiée à « Mademoiselle Louise Collinet ». Elle est publiée en 1885 par Hamelle. La création a eu lieu le 27 décembre 1884 à la Société nationale de musique par Thérèse Guyon. Une version orchestrale faite par le compositeur a été faite, et la création de cette version a eu lieu à Aix-les-Bains en août 1891 sous la direction d'Édouard Colonne.

## Structure
Le cycle se compose de quatre mélodies :
1. Aurore
2. Fleur jetée
3. Le pays des rêves
4. Les roses d'Ispahan